# Липицкая культура

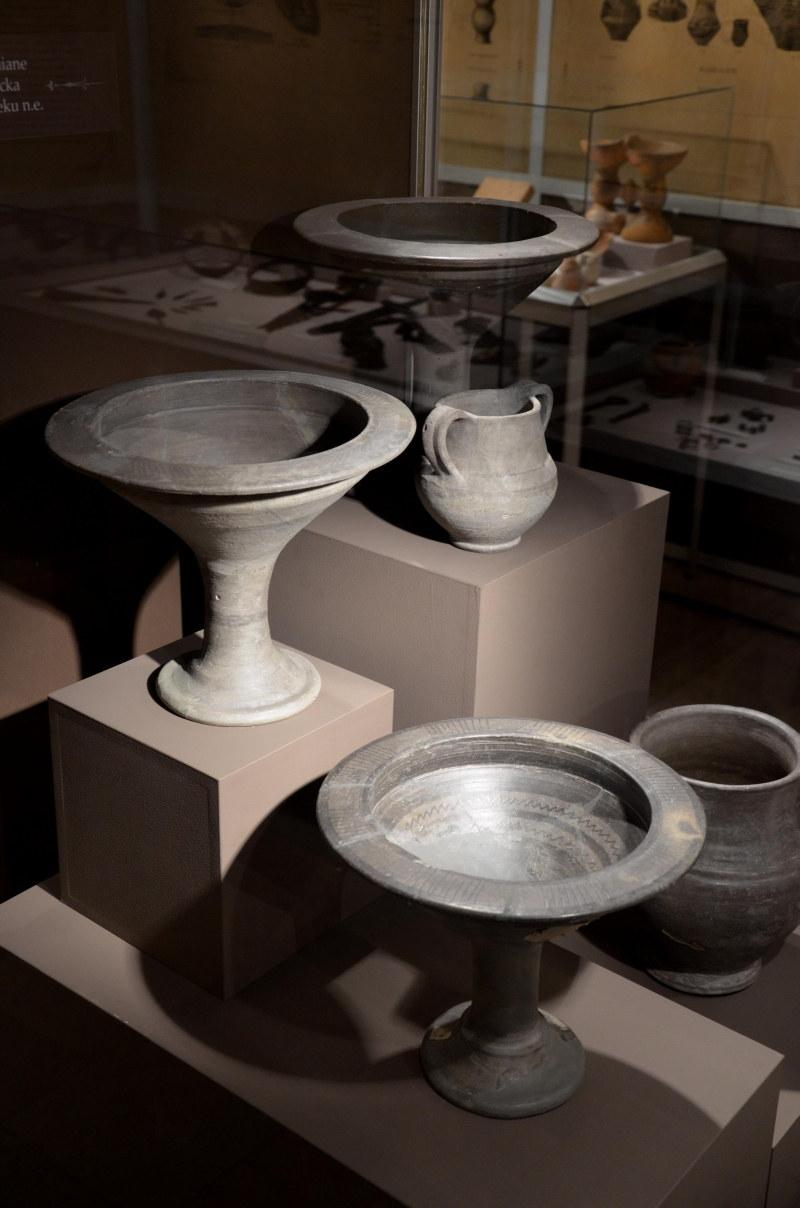
Керамика второго века липицкой культуры, связываемая некоторыми учёными с Костобоками.

Липицкая культура — археологическая культура I—II веков, распространённая на территории Западной Украины. Названа по имени первого раскопанного в 1889 году могильника Верхняя Липица на территории Ивано-Франковской области. В 1930-х годах на основании новых находок выделена в особую археологическую культуру.

## Жилища
В поселениях жилища располагались рядами, что производило подобие улиц. Сами жилища были деревянными, обмазанные глиной. Также присутствовали землянки.

## Хозяйство
Из артефактов встречаются фибулы, зеркальца, железные ножи, пряжки, кресала, бусы. Основу хозяйства составляли земледелие, скотоводство и ремесла.

## Погребальный обряд
Погребальный обряд (кремация) соответствует описаниям фракийцев Геродота. Отличительной особенностью является отсутствие военных захоронений.

## Этническая принадлежность
Высказывается мысль, что носителями культуры было фракийское племя костобоков.

## Историческая судьба
На смену липицкой культуре в III веке приходит черняховская культура.